# Guglielmo Castelli
Guglielmo Castelli (1987) è un artista italiano.

## Biografia
Castelli ha iniziato la sua carriera illustrando libri per bambini all'età di 15 anni e in seguito si è dedicato all'illustrazione di moda per Vogue Italia . All'età di 28 anni è stato inserito nella lista "30 under 30 Europe:The Arts" della rivista Forbes del 2016. Le sue opere, in particolare i dipinti figurativi ad olio, sono state incluse in mostre collettive presso istituzioni come la Fondazione Louis Vuitton, il Castello di Rivoli, Villa Medici, la Künstlerhaus Bethanien e l'Aspen Art Museum . L'artista è noto per le sue opere che spesso contengono simbolismo, elementi teatrali e ispirazione dalla letteratura.
Nel 2024, una mostra di Castelli ospitata dall'Accademia di Francia a Roma espose i suoi dipinti a Villa Medici a Roma. Sempre nel 2024, in concomitanza con l'inizio della 60ª Biennale di Venezia, verrà inaugurata al Palazzetto Tito di Venezia la prima grande mostra istituzionale dell'artista, "Improving Songs for Anxious Children", organizzata dall'Istituzione Fondazione Bevilacqua La Masa. La mostra è stata organizzata attorno a una serie di dipinti, modellini, lavori tessili e a maglia con riferimenti alla scenografia, alle favole e alla letteratura.

## Collezioni pubbliche
Collezioni pubbliche che presentano le opere di Castelli si trovano in tutto il mondo, tra cui la Blenheim Art Foundation a Woodstock, nel Regno Unito; Castello di Rivoli Museo d'Arte Contemporanea di Rivoli, Italia; Fondazione Sandretto Re Rebaudengo a Torino, Italia; Marciano Art Foundation a Los Angeles, California.